# 성 바울 성당 유적

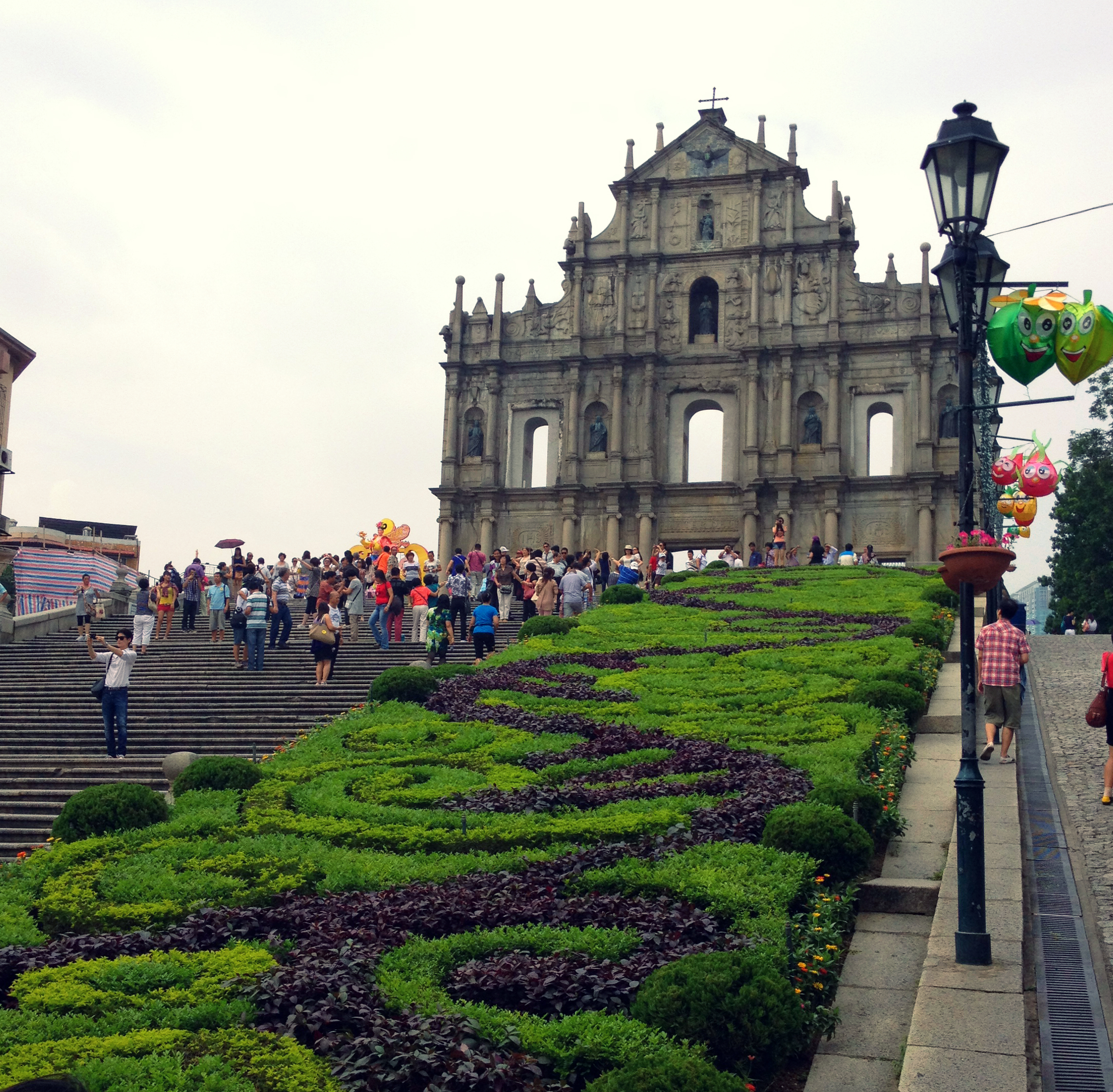
성 바울 성당 유적

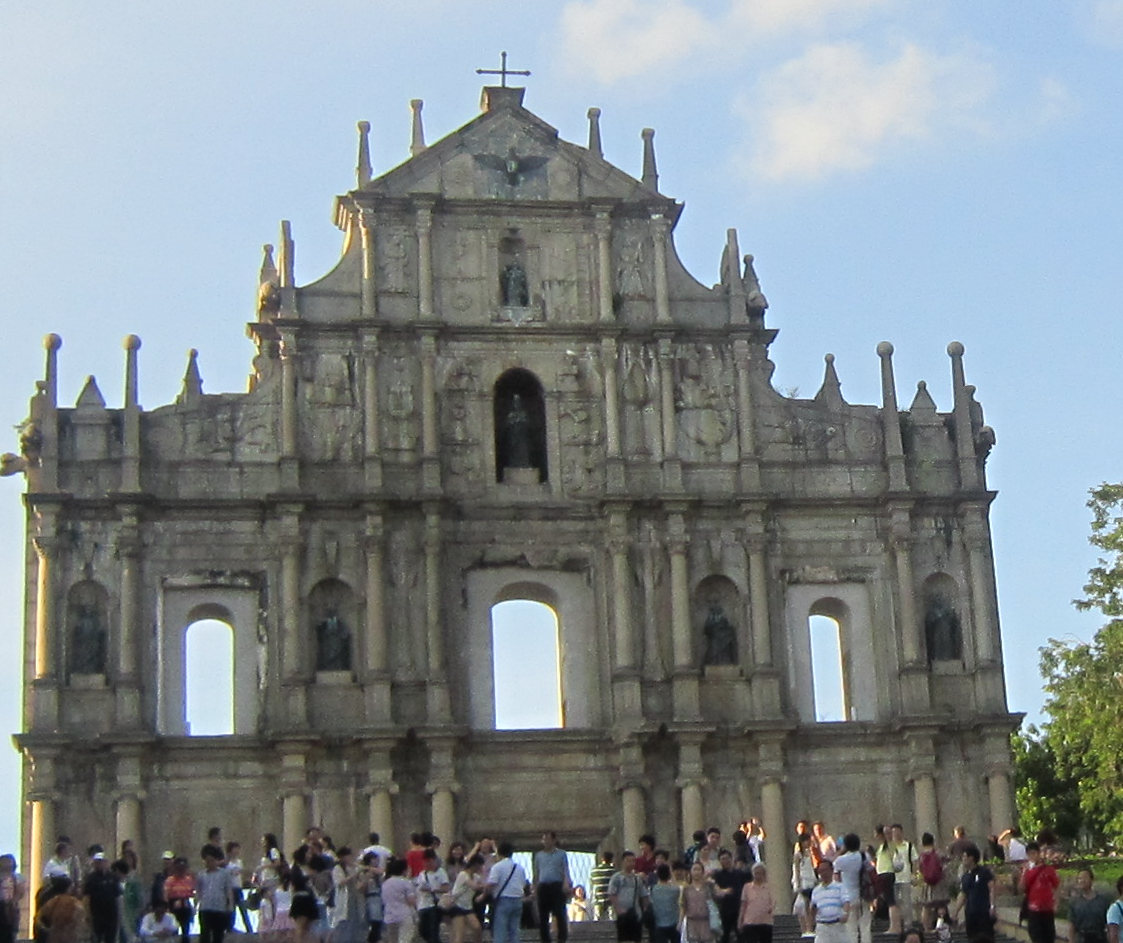
정면에서 찍은 성 바울 성당 유적

성 바울 성당 유적(중국어: 大三巴牌坊, 포르투갈어: Ruínas de São Paulo, 영어: Ruins of St. Paul's)은 예수의 사도인 성 바울에게 바쳐진, 마카오에 위치한 포르투갈의 17세기 성당의 유적이며, 마카오의 가장 유명한 역사적 건축물이다.